# Luis de Velasco de Velasco
Don Luis de Velasco y Velasco, eerste markies van Belvedere, tweede graaf van Salazar (Valladolid, 1559 - Duinkerke, 13 september 1625), was een Spaanse veldheer in de Tachtigjarige Oorlog. Hij was grootmeester van de artillerie en ridder in de Orde van het Gulden Vlies. Via zijn vrouw Anne d'Hénin-Liétard kwam hij in het bezit van een huis in de Brusselse Stuiversstraat, dat vanaf dat moment bekend was als het Hof van Salazar.
Op 2 oktober 1622 nam hij Steenbergen in.
In 1622 belegerde hij Bergen op Zoom. In het Bergse volkslied, 'Merck toch hoe sterck', geschreven door Adriaen Valerius, wordt naar hem verwezen als Don Velasco.